# Balise routière d'alignement en France

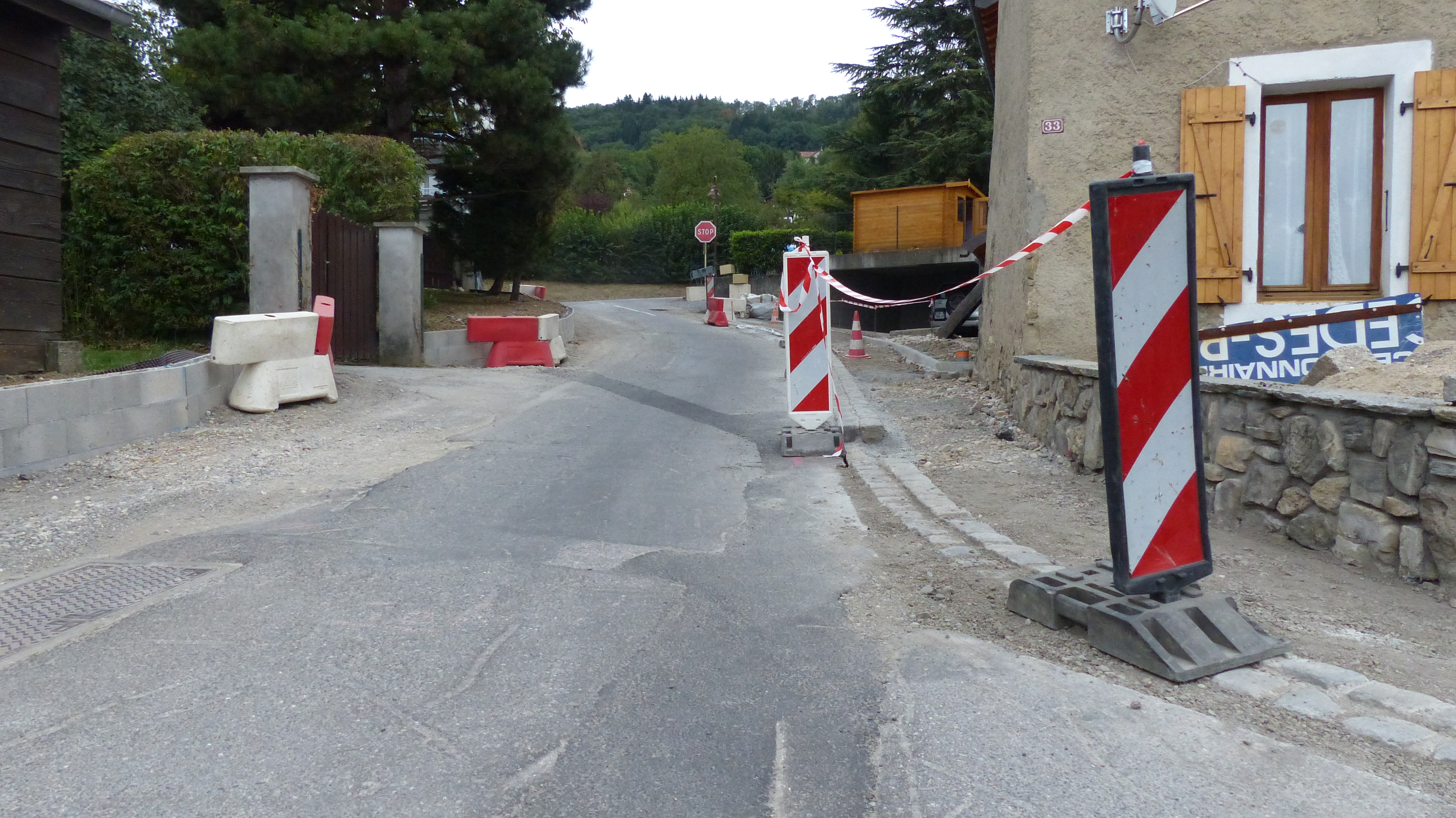

La balise routière d'alignement est une balise routière, codée K5c en France. C'est un panneau temporaire signalisant la position de travaux ou de tout autre obstacle à caractère temporaire. Il a la forme d'un rectangle disposé à la verticale, orné de bandes rouges et blanches alternées, obliques et obligatoirement rétro-réfléchissantes. Les bandes doivent être inclinés du côté de la chaussée laissée libre à la circulation.
La balise K5C sont le plus souvent en polyéthylène haute densité ou plus rarement en acier, elles est fixée sur un socle en PVC ou avec un pied dépendant pour celles en métal. Leur dimension approximatives sont de 1000 mm de hauteur pour 300 mm de largeur. Elles peuvent être pourvues ou non d'une tétine permettant la fixation d'un feu clignotant ou d'un ruban K14.

## Utilisation
Les balises K5C peuvent être utilisés sur tout types de travaux de chaussée tels que : 
- Basculement de circulation
- Fermeture d'une voie sur route à chaussées séparées
- Travaux sur les accotements
- Matérialisation d'un axe central
- Signalisation d'un danger fixe sur l'accotement ou la chaussée
- Chantier sur routes bidirectionnelles
- Modification des plans de circulation

Cette balise n'est en revanche pas utilisée pour le balisage d'urgence en raison de son encombrement et du poids du socle (on préférera les balises K5A).